# Сулейманов Гата Зулькафілович
Гата Зулькафілович Сулейманов (башк. Ғата Зөлҡәфил улы Сөләймәнов, 28 червня 1912 — 25 червня 1989) — радянський актор, співак, кураист, збирач фольклору та педагог. Народний і заслужений артист Башкирської АРСР, заслужений працівник культури РРФСР.

## Біографія
Навчався в Башкирському відділенні Московської консерваторії імені П. І. Чайковського. З 15 років у колективі Башкирського академічного театру драми. Працював у драматичних трупах республіки, Башкирському театрі опери та балету, Башкирському державному академічному драмтеатрі, Уфимському училищі мистецтв. В академічному театрі ним створено близько 90 образів.
У 1943-му у складі башкирської фронтової бригади виїжджав з концертами на передову.
Учасник Першого (1947) і Четвертого (1953) Всесвітнього фестивалю молоді та студентів.

## Творчість
Автор книги «Курай», що стала новою сходинкою в еволюції башкирського музичного інструменту, ставши першою науковою працею з кураю, основоположником теорії і методики гри на народному інструменті. Книга отримала високу оцінку і за межами Башкортостану. Сулейманов написав й інші навчальні посібники з кураю.
Як фольклорист зібрав і записав 250 стародавніх пісень і легенд, 150 з них обробив для кураю.

## Нагороди
- Нагороджений орденом «Знак Пошани».
- Лауреат премії імені Салавата Юлаєва (1971) «за виконавську майстерність та активну пропаганду національного музичного інструменту кураю серед трудящих».
- Народний артист Башкирської АРСР.

## Пам'ять
1 серпня 1997 року в Уфі, по вулиці Жовтневої революції, будинок 9 відкрили меморіальну дошку з мармуру: барельєф з  написом: «В цьому будинку жив основоположник професійної школи кураю, народний артист Башкортостану, заслужений працівник культури Росії, лауреат республіканської премії імені Салавата Юлаєва Гата Зулькафілович Сулейманов».
У 1995 році за наказом Міністерства культури Республіки Башкортостан ім'я Гати Сулейманова присвоєно музею в с. Туркменево, а в 1997 році — Баймацькій школі мистецтв.